# Област Тирана
Област Тирана (алб. Rrethi i Tiranës) је једна од 36 области Албаније. Има 521.000 становника (процена 2004), и површину од 1.238 km². У средишту је земље, а главни град је Тирана. Међу осталим значајним местима у овој области су Камзе и Воре.
Обухвата општине: Баљдушк, Бржит, Брџул, Ваћар, Вор, Дајт, Зал-Бастар, Зал-Хер, Камз, Кашар, Краб, Ндроћ, Паскућан, Пез, Петрељ, През, Шнђерђ (Свети Ђорђе), Тиран (Тирана) и Фарк.